# Резервоар на зараза
Резервоар на зараза или резервоар на инфекция представлява всяко лице, животно, растение, почва или вещество, в което инфекциозния агент обикновено живее и се размножава. Обикновено резервоарът носи инфекциозен агент, без да получава вреда за себе си от него и служи като източник, от който да бъдат заразени хора и животни. В други случаи резервоарът на зараза заболява, но протичането на болестта остава субклинично или безсимптомно. Инфекциозният агент зависи до голяма степен от своя резервоар, за да оцелее. Резервоарът на инфекция осигурява необходимите условия инфекциозния агент да оцелее, да се размножи в достатъчно количество и да го предаде на чувствителен гостоприемник.
Понятието Резервоар на зараза в много случаи се доближава до източник на зараза. Разликата обаче с източника на зараза е, че той може да бъде такъв за определено време и на определено място, докато резервоарът представлява мястото, където даден възбудител на болест може винаги да бъде открит.
В зависимост от естеството на резервоара, болестите при хората се подразделят на антропонози, когато резервоар на заразата са хора, зоонози при резервоар животни. В случаи, когато като резервоар служи нежива материя като почва или вода заболяванията причинени, чрез предаване на инфекциозния агент от тази среда се наричат сапронози.
Изучаването на резервоарите на зараза е от първостепенно значение с цел за пълното разбиране на епидемиологичния цикъл и постигането на оптимизация в профилактиката на съответната болест.
Примери за резервоари на инфекция са:
- полски мишки за хантавируси и треска Ласа;
- мармоти, черни плъхове, катерици за бубонна чума;
- броненосци и опосуми за болест на Чагас и някои от причинителите на лайшманиоза в Америка;
- кърлежи за бабезиоза и петниста треска от Скалистите планини;
- морски свинчета за колорадска кърлежова треска;
- лисици, еноти и Прилепи за бяс;
- патици за птичи грип;
- котки за доброкачествена лимфоретикулоза;
- комари за малария, западнонилска треска, жълта треска и денга;
- почва за антракс и тетанус;
- вода за легионелоза.